# Padma (atributo)

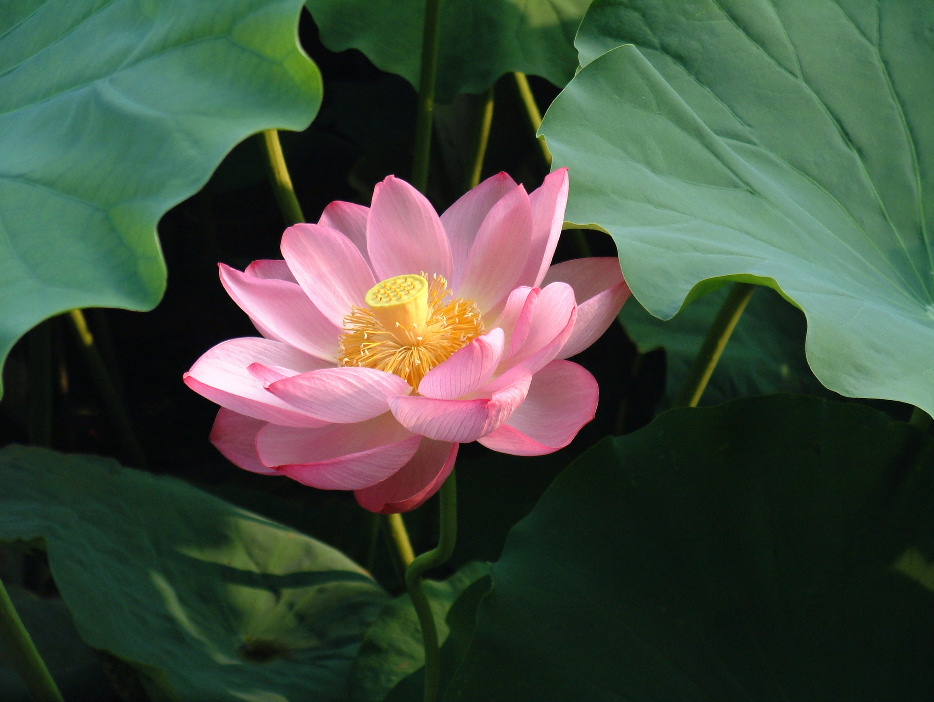
Padma, loto sagrado.

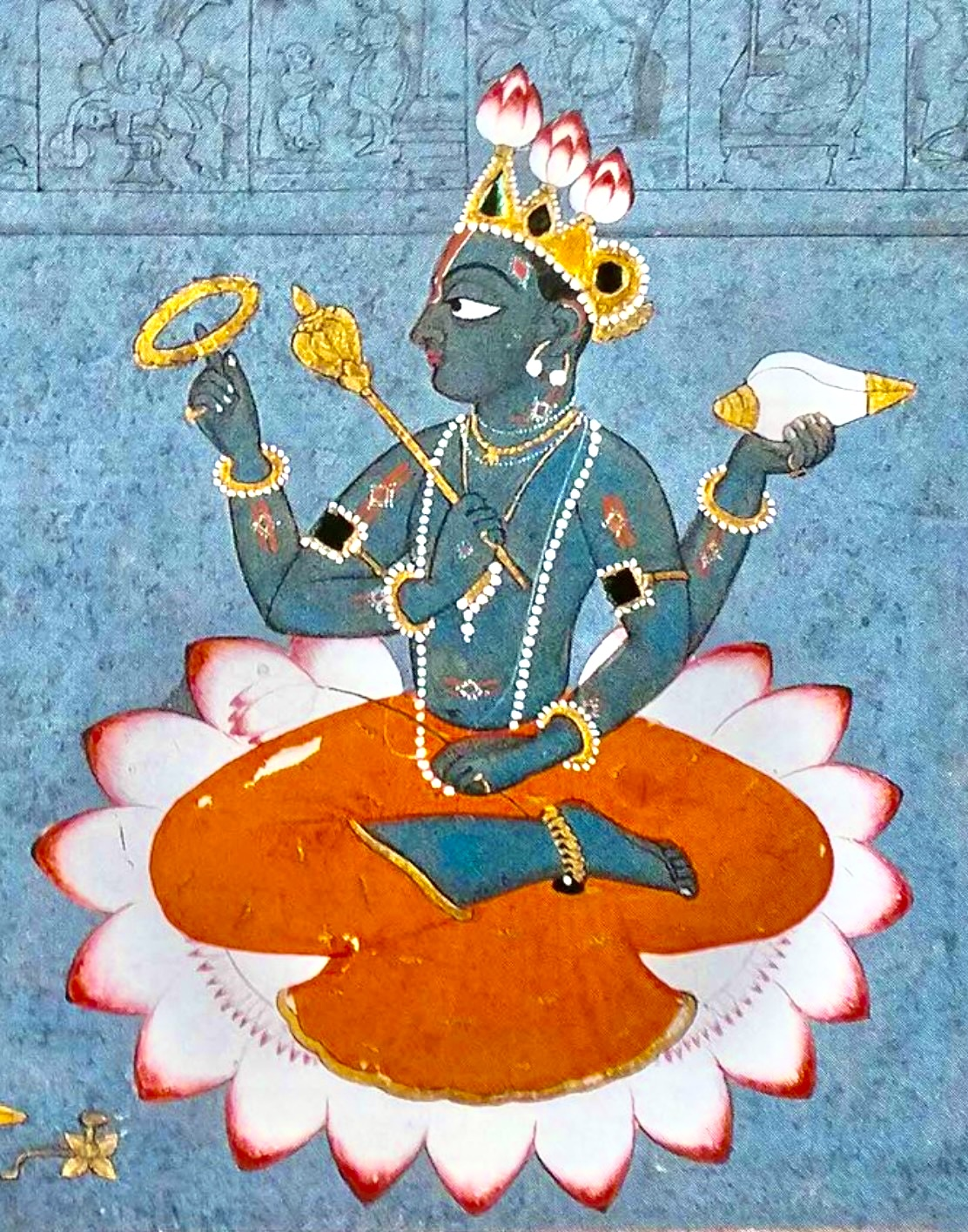
Vishnu sentado sobre un padma en la posición de loto.

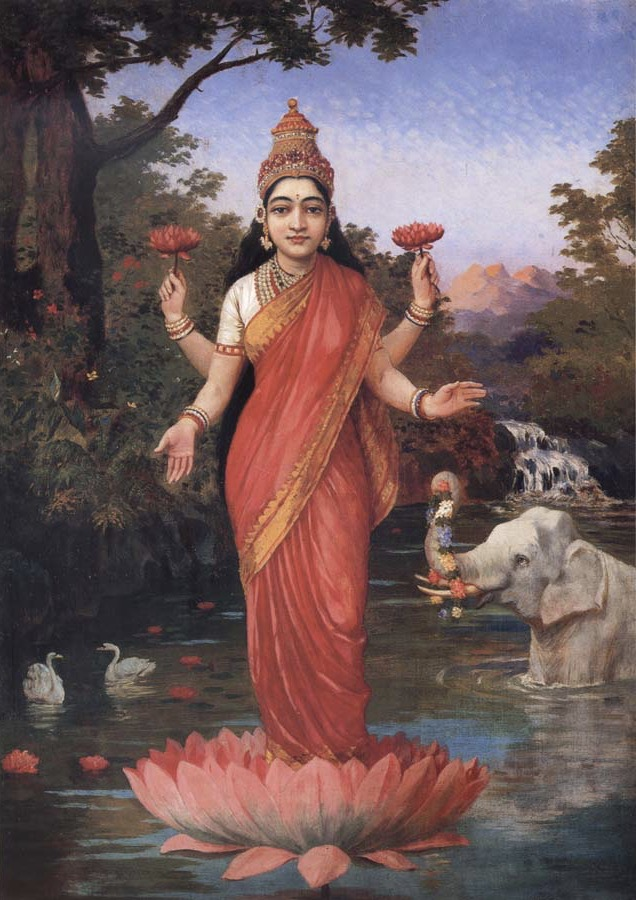
Diosa hinduista Lakshmí, de pie sobre un loto y sosteniendo lotos. Pintura de Raja Ravi Varma.

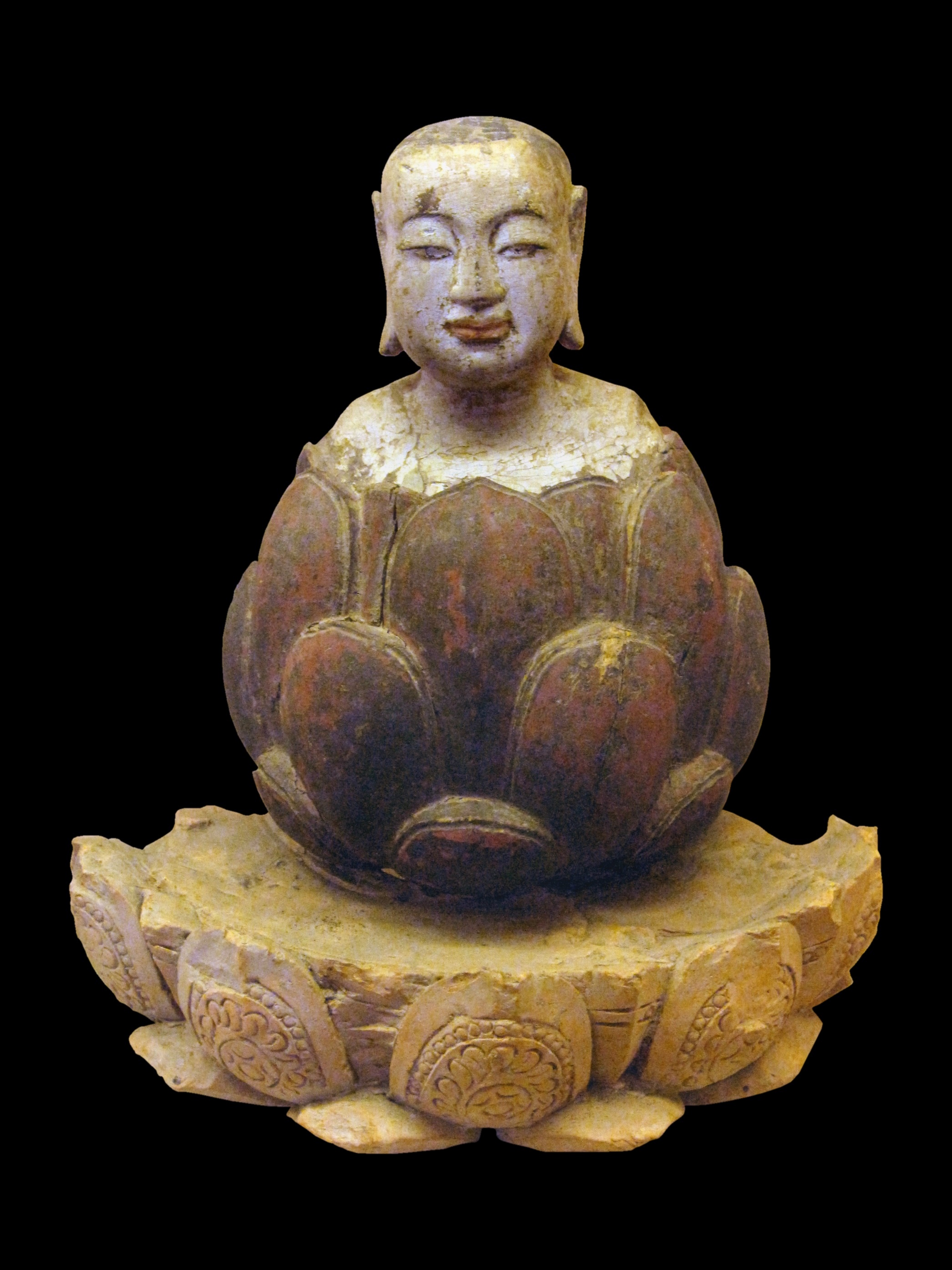
Niño Buda que se levanta de un loto. Madera carmesí y dorada. Dinastía Trần-Hồ, Vietnam, siglos XIV-XV.

Un padma (Nelumbo nucifera, el "loto sagrado", en sánscrito, padma y en tibetano: པད་མེ, Wylie: pad me) es una planta acuática que desempeña un papel central en las religiones del subcontinente indio, como son el hinduismo, el budismo, el sijismo y el jainismo. La flor de loto tiene muchos nombres diferentes, como 'loto indio', 'loto sagrado' o 'judía de India'.

## Simbolismo
Este loto es un antiguo y polivalente símbolo en la cultura asiática. Los hindúes lo reverencian con los dioses Vishnu, Brahma y en menor grado Kubera, y las diosas Lakshmí y Sarasvati. Utilizado a menudo como ejemplo de belleza y pureza divinas, Vishnu es descrito a menudo como el de 'ojo de loto'. El loto surge del ombligo de Vishnu mientras está en Yoga Nidra. A veces, Vishnu tiene en sus cuatro manos el uaekha (concha marina), cakra (disco), gada (maza) y padma (loto).
El loto florece descubriendo al dios creador Brahma en posición de loto, según se refiere en el Brahma Samhita. Sus pétalos desplegados sugieren la expansión del alma. El crecimiento de su belleza pura desde el barro de su origen tiene una promesa espiritual favorable. Particularmente Brahma y Lakshmí, las divinidades de la potencia y la riqueza, tienen el símbolo del loto asociado a ellas.
En el Vajrayana representa lo femenino, prajna y la luna; el equivalente de ghanta y opuesto a vajra. Pero para ser más precisos, la simbología hindú distingue el loto rosa o padma, símbolo solar y  también de prosperidad, del loto azul o utpala, símbolo lunar y shivaíta.
La flor de loto es uno de los Ashtamangala del budismo, representativa de la creación y la renovación cósmica y la 'pureza primordial' (en transliteración Wylie: ka dag) y comparte el chakra y el simbolismo del mandala del Dharmacakra. 
También ha arraigado en las culturas chinas con una famosa declaración hecha por el erudito confuciano del siglo XI Zhou Dunyi: 'Amo al loto porque, al crecer del barro, no se mancha'. 
Se considera que el padma es la flor de los mil pétalos y, por lo tanto, está asociado con el Sahasrara y, de hecho, con todos los chakras. El padma aparece como un estrato endémico sobre el cual descansan las deidades y de hecho, fundamentándose así la iconografía hindú.
En el simbolismo budista, el loto simboliza la pureza del cuerpo, el habla y la mente, mientras que, enraizado en el barro, sus flores florecen en largos tallos como si flotaran sobre las aguas fangosas del apego y el deseo. También es un símbolo de desapego, ya que las gotas de agua se desprenden fácilmente de sus pétalos. 
También debe notarse que muchas deidades asiáticas están representadas sentadas en una flor de loto. Según la leyenda, Gautama Buddha nació con la habilidad de caminar dondequiera que pisase, y florecían las flores de loto.